# 라퍼스빌-요나
라퍼스빌-요나(Rapperswil-Jona)는 스위스 장크트갈렌주의 발크라이스 (선거구)에 있는 지자체이다. 2006년까지 별도의 시정촌이었던 라퍼스빌과 요나 외에 해당 시정촌에는 볼링엔, 부스키르히, 쿠어티베르크, 켐프라텐- 렝기스, 바겐 및 부엄스바흐가 포함된다.
라퍼스빌의 공식 언어는 (표준 스위스 독일어 변종) 독일어이지만, 주요 구어는 알레만계 스위스 독일어 방언의 현지 변종이다.

## 개요

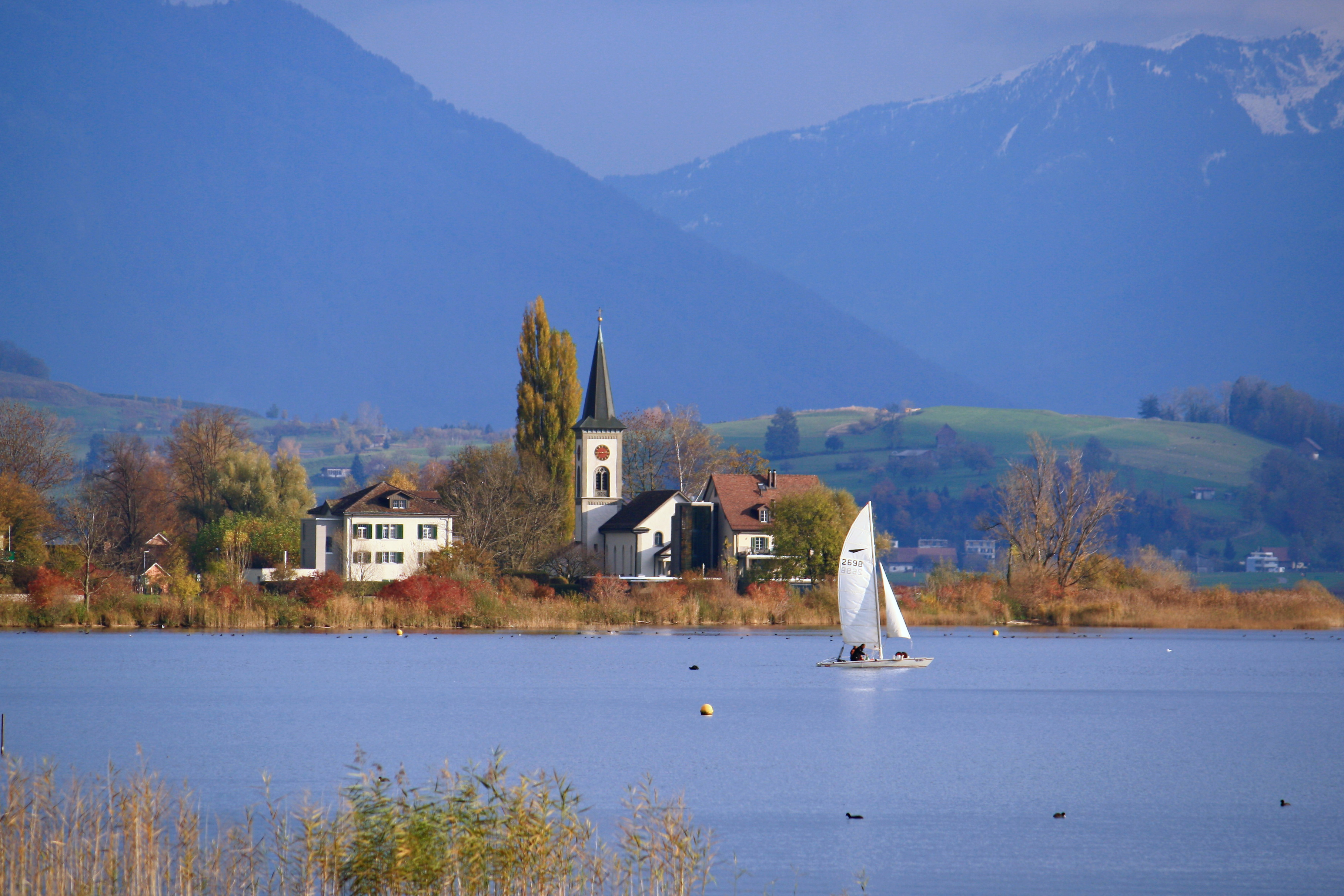
성 마르틴 부스키르히

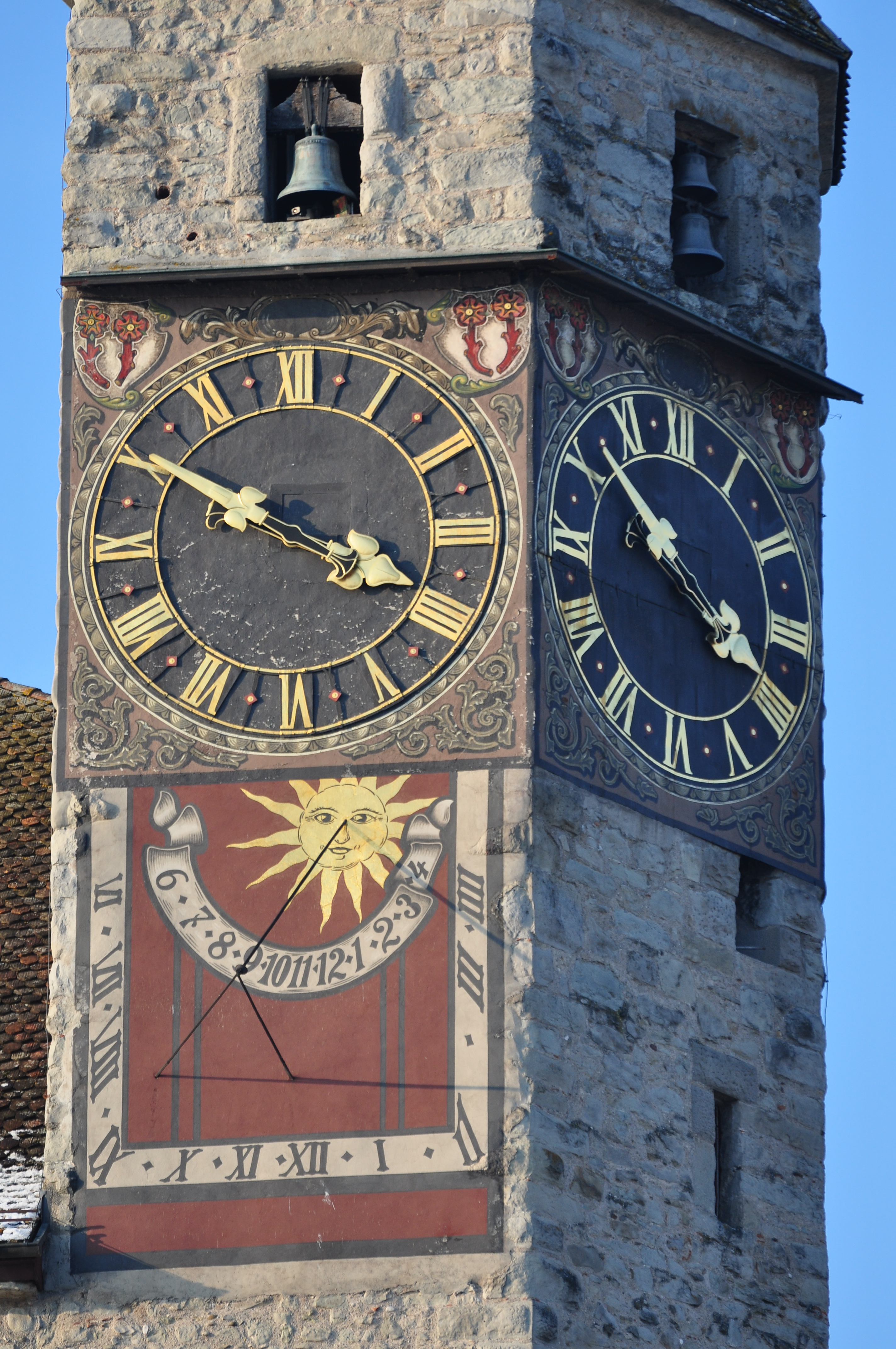
라퍼스빌성 Zeitturm (시계탑). Hauptplatz (중앙 광장)에서 본 풍경.

2007년 1월 1일에 라퍼스빌과 요나의 지자체가 병합되어 새로운 정치 단체를 구성했다. 합병 후 라퍼스빌-요나의 인구는 25,777명이었다(요나에서 17,799명, 라퍼스빌에서 7,601명). 이곳은 수도 장크트갈렌 다음으로 주에서 두 번째로 큰 도시가 되었다. 2020년 12월 31일 인구는 27,483명이었다.
라퍼스빌-요나는 이 지역에서 가장 중요한 교통 교차로 중 하나이며, 라퍼스빌역은 스위스 연방 철도, 쥐토스트반 및 취리히 S-반 노선의 연결 지점이다. 취리히제-해운교통(일반적으로 ZSG로 약칭)는 취리히 호수에서 여객선을 운영하여 취리히-뷔르클리플라츠와 라퍼스빌 사이의 주변 마을을 연결한다. 취리히 호수 건너편에 있는 댐인 제담은 호수 반대편에 있는 라퍼스빌과 후르덴(SZ)을 연결한다. 이 연결은 오래된 순례 경로의 일부였다. 초기 세기부터, 나무로 된 다리가 취리히 호수를 가로질러 이어졌다. 이후 단계에서 다리는 돌댐으로 대체되었다. 2001년에는 횡단의 처음 840m에 대해 댐 옆에 새로운 목조 인도교가 개설되었다. 원래 다리와 같은 장소에 지어졌으며 1551년에 지어진 인근 다리 예배당(Heilig Hüsli)과 라퍼스빌을 연결한다.
주요 명소는 라퍼스빌의 중심에 집중되어 있으며, 중세 골목을 거닐면서 볼 수 있다. 라퍼스빌의 주요 명소는 장미, 성, 다리 예배당이 있는 후르덴으로 가는 재건된 목조 다리, 카푸친 수도원이다. 또한 많은 교회, 예배당, 인근 부엄스바흐 수도원이 있다. 마을 주변에는 많은 교회가 있다. 라퍼스빌에 있는 성 요한 교회는 1220년경에 지어졌고, 1253년에 라퍼스빌의 교구 교회가 되었다. 켐프라텐 마을에 있는 성 우르술라 예배당은 885년에 지어졌다. 파리의 주교는 1493년에 재건되었으며, 순례자들을 끌어들인다. 부엄스바흐 수도원은 1259년에 설립되었으며, 현재는 소녀들을 위한 연구소가 있으며, 성 마르틴 부스키르히는 라퍼스빌의 이전 교구 교회이다.
볼링겐은 칼 융이 지은 ‘탑’으로 유명하다. 켐프라텐은 장크트갈렌주에서 가장 중요한 고고학 유적지 중 하나이며, 취리히 호수 상류의 동쪽 부분에 위치하고 있다. 요나강은 취리히 호수 상류의 시정촌을 통해 흐른다. 2006년 라퍼스빌-요나는 세계 오리엔티어링 챔피언십을 주최했다.

## 역사
라퍼스빌 지역의 정착은 최소 5000년 전으로 거슬러 올라간다. 이전의 작은 마을(Endingen)이 내려다보이는 린덴호프 언덕 꼭대기에 라퍼스빌성은 라퍼스빌 백작에 의해 1220년경에 지어졌으며 1229년에 처음 언급되었다. 이 마을은 라퍼스빌의 귀족 이 호수를 가로질러 알텐도르프에서 라퍼스빌로 이동할 때 설립되었다. 이 도시는 곧 1358년~1360년에 취리히 호수 상류를 가로지르는 목조 다리를 건설한 합스부르크 가문에 의해 인수되었다. 나중에, 도시는 스스로를 무료로 샀고, 구취리히 전쟁을 끝내고, 구스위스 연방과 동맹을 맺었다. 중요한 기반 시설을 따라 위치한 전략적 위치 때문에 도시는 활발한 무역으로 인해 부유하게 되었다. 이것은 나폴레옹에 의해 스위스 칸톤의 형성으로 끝난 어느 정도의 자유를 허용했다. 라퍼스빌은 처음에 헬베티아 공화국 린트주의 일부였다. 1803년의 중재법 이후 장크트갈렌주에 합류했다. 장소의 위치적 이점은 1919년에 라퍼스빌에 본부를 지은 전국 서커스 크니(Circus Knie)의 관심을 끌었다. 서커스는 현재 크니 어린이동물원(Knie Kinderzoo)과 서커스 박물관을 책임지고 있다.

## 지리
라퍼스빌-요나의 면적은 2006년 기준으로 22.2k㎡이다. 이 면적 중 37.4%는 농업용으로 사용되고 30.6%는 산림이다. 나머지 토지 중 28.6%는 정착지(건물 또는 도로)이고 나머지(3.4%)는 불모지(강 또는 호수)이다.
지자체는 제-가스터 발크라이스에 위치하고 있으며, 라퍼스빌(SG)과 요나의 합병으로 형성되었다.

## 인구통계
인구의 대부분(2000년 기준)은 독일어(86.9%)를 사용하며 이탈리아어가 두 번째로 많이 사용(3.1%)되고 세르비아-크로아티아어가 세 번째(2.1%)이다.
2007 년 연방 선거에서 가장 인기 있는 정당은 30.3%의 득표율을 기록한 SVP였다. 다음으로 가장 인기 있는 세 정당은 CVP (19.3%), SP (17%), FDP (13.1%)였다.
라퍼스빌-요나에서는 인구의 약 74.6%(25-64세)가 비필수 고등교육 또는 추가 고등교육(대학 또는 응용학문대학)을 완료했다.

## 경제
2007년 현재 라퍼스빌-요나의 실업률은 1.84%이다. 2005년 기준으로 1차 경제 부문에 183명이 고용되어 있고 이 부문에 약 56개 기업이 참여하고 있다. 3,898명의 사람들이 2차 부문에 고용되어 있고 이 부문에 231개의 기업이 있다. 8,340명의 사람들이 3차 부문에 고용되어 있으며 이 부문에 1,077개의 기업이 있다. 다른 회사 중에서 Geberit, LafargeHolcim, 오버제 나히리히텐 및 라디오 취리히제는 라퍼스빌-요나에 있다.

## 교통
라퍼스빌-요나 시에는 4개의 기차역이 있으며 그 중 주요 기차역은 라퍼스빌 기차역이다. 취리히 S-반의 S5, S7, S15, S40 노선이 운행되며, 그중 처음 3개 노선은 취리히시까지 자주(시간당 6개의 열차) 및 빠른(36분 여행 시간) 연결을 제공한다. 또한 루체른과 장크트갈렌 사이를 매시간 운행 하는 포어알펜 익스프레스의 기착지이자, 치겔브뤼케를 통해 린탈까지 남동쪽으로 운행하는 지역 열차의 종점이기도 하다.
다른 3개의 역은 취리히 S-반의 S5 및 S15 라인이 운행되는 요나 기차역, 취리히 S-반의 S7 라인이 운행하는 켐프라텐, 치겔브뤼케 및 린탈까지 지역 열차가 운행하는 블루메나우이다.
시정촌은 교통회사 취리히제 & 오버란트 (VZO)에서 2008년부터 지역 버스 서비스를 제공한다.
2016년 기준으로 매일 평균 26,000대의 도로 차량이 라퍼스빌의 제담 둑길과 반호프슈트라세를 건너고 있다. 라퍼스빌-요나는 러시아워 동안 도로와 철도의 교통체증을 완화하기 위해 소위 Mobility 요금제에 대한 파일럿 프로젝트에 스위스 최초의 도시로 참여할 것으로 예상된다.

## 스포츠
내셔널리그팀인 라퍼스빌-요나 레이커스는 6,200석의 장크트 갈러 주립은행 아레나에서 경기를 한다.

## 같이 보기
- 켐프라텐
- 라퍼스빌
- 서커스 크니
- 라퍼스빌성
- 제담
- 부름스바흐 수도원